# Mohammad Yaqoob
Mohammad Yaqoob o Mullah Yaqoob (árabe / pashto: ملا محمد يعقوب, nacido en 1990) es el hijo mayor de  Mullah Mohammed Omar, el afgano muyahidín comandante, fundador del Talibán y ex emir (líder supremo) del Emirato islámico de Afganistán.

## Biografía
Mullah Yaqoob es una etnia pashtún de la tribu Hotak, que es parte de la rama más grande de Ghilzai. Obtuvo su educación religiosa en diferentes seminarios de Karachi en Pakistán. Cuando su padre murió en abril de 2013 y aumentaron los rumores de que había sido asesinado por su rival Akhtar Mansour, Yaqoob negó que su padre hubiera sido asesinado e insistió en que había muerto por causas naturales. . Sin embargo, según los informes, el mulá Yaqoob se negó a apoyar el liderazgo del jefe de los talibanes, el mulá Akhtar Mansoor, cuando este último fue elegido líder de la organización talibán el 29 de julio de 2015. No estaba dispuesto a aceptarse como un líder posición en el grupo.
En 2016, los talibanes asignaron al Mullah Yaqoob para estar a cargo de la comisión militar en 15 de las 34 provincias de Afganistán. La comisión militar encabezada por Mullah Ibrahim Sadr es responsable de supervisar todos los asuntos militares de los talibanes. Además, el Mullah Yaqoob fue incluido en el máximo consejo de toma de decisiones de los talibanes, el Rehbari Shura.
Después de la muerte del mulá Akhtar Mansoor anunciada el 21 de mayo de 2016 y su reemplazo por el mulá Hibatullah Akhundzada como nuevo líder talibán, Sirajuddin Haqqani, un diputado de Mansoor y líder de la red Haqqani se mantuvo su puesto como líder adjunto talibán en Akhundzada, mientras que Mullah Yaqoob, fue nombrado recientemente segundo adjunto del nuevo jefe talibán.
El 7 de mayo de 2020 fue nombrado jefe de la comisión militar talibán, lo que lo convirtió en el jefe militar de los insurgentes. El 29 de mayo de 2020, el influyente alto comandante talibán Mualana Muhammad Ali Jan Ahmed dijo a Foreign Policy que Mullah Yaqoob se convirtió en el líder interino de todo el Talibán después de que Akhundzada se infectara con COVID-19, declarando "Nuestro héroe, el hijo de nuestro gran líder, Mullah Yaqoob, está dirigiendo toda la operación talibán en ausencia de Haibatullah".